# Ligne M3 du métro léger de Charleroi
Pour les articles homonymes, voir Ligne M3.
La ligne M3 du Métro léger de Charleroi est une ligne de métro léger qui relie la gare de Charleroi-Central à Gosselies. Elle a été partiellement ouverte le 3 septembre 2012, en ne desservant que la boucle centrale. Son ouverture totale vers Gosselies a eu lieu le 22 juin 2013.

## Histoire

### La ligne 62
Jusqu'en 1988, la chaussée de Bruxelles et Gosselies sont desservies par la ligne 62 Charleroi Sud - Gosselies Calvaire de la Société nationale des chemins de fer vicinaux. La ligne est supprimée le 4 avril 1988 et remplacée par un service d'autobus sous le même indicatif et le même itinéraire. Les voies de la ligne continuent de servir pour l'accès au dépôt de Jumet.

### Projets des années 2000 et réouverture
Dans le courant des années 2000, le TEC entreprend de terminer la boucle du prémétro à Charleroi, de mettre en service l'antenne vers Gilly dans sa totalité et de réactiver l'antenne de Gosselies en reprenant le tracé de l'ancienne ligne vicinale. La ligne est d'abord mise en service uniquement sur la boucle du métro léger le 3 septembre 2012 à cause de retard dans les travaux vers Gosselies puis une fois les travaux terminés, jusqu'à Gosselies Faubourg le 22 juin 2013,.

## Infrastructure

### Voies et tracé
Sur Charleroi, la ligne emprunte la boucle du prémétro dans le sens horaire. Les voies du prémétro sur la boucle sont en site propre intégral (tunnel et viaduc) à l'exception de la section entre la station Tirou et la gare qui est en site propre en surface.
La ligne quitte la boucle à la station Palais et toujours en prémétro rejoint la chaussée de Bruxelles par les stations Piges et Sacré-Madame. La ligne emprunte ensuite la chaussée de Bruxelles en voie double en site propre. Avant l'arrêt Saint-Antoine au croisement avec la rue Remoncheval, la voie vers Gosselies passe en site banal jusqu'à la rue Jules Panier, puis inversement avec la voie vers Charleroi jusqu'au croisement avec la rue Jenneval ou la ligne est à nouveau en site propre sur les 2 voies. La voie de Gosselies est à nouveau en site banal entre les rues de la Station et Delfosse puis celle vers Charleroi entre cette même rue et la rue Auguste Frison à partir de laquelle la ligne est à nouveau en site propre.
Vers Gosselies, la ligne se divise en 2, dans le sens Charleroi - Gosselies, la ligne est en site banal et voie unique entre l'arrêt Jumet Carrosse et la rue des Fabriques puis en voie unique et site propre jusqu'au terminus de Gosselies Faubourg de Bruxelles. Dans le sens inverse vers Charleroi, la ligne également en voie unique emprunte un site en siège spécial entre le terminus et la rue du Chemin de Fer puis continue en site banal sur les rues du Chemin de Fer, des Emailleries et Tahon. Entre la rue du Tahon peu après l'arrêt de la Chaussée de Fleurus, la ligne emprunte un nouveau site en siège spécial jusqu'à l'arrêt Jumet Carrosse où elle retrouve la voie double de la Chaussée de Bruxelles.

### Stations et arrêts
Outre les stations de métro situées sur les sections du prémétro, la ligne utilise en alternance des stations en chaussée avec des quais, des arrêts simples et 1 arrêt avec un quai à Jumet Carosse situé sur l'emprise du site en siège spécial.

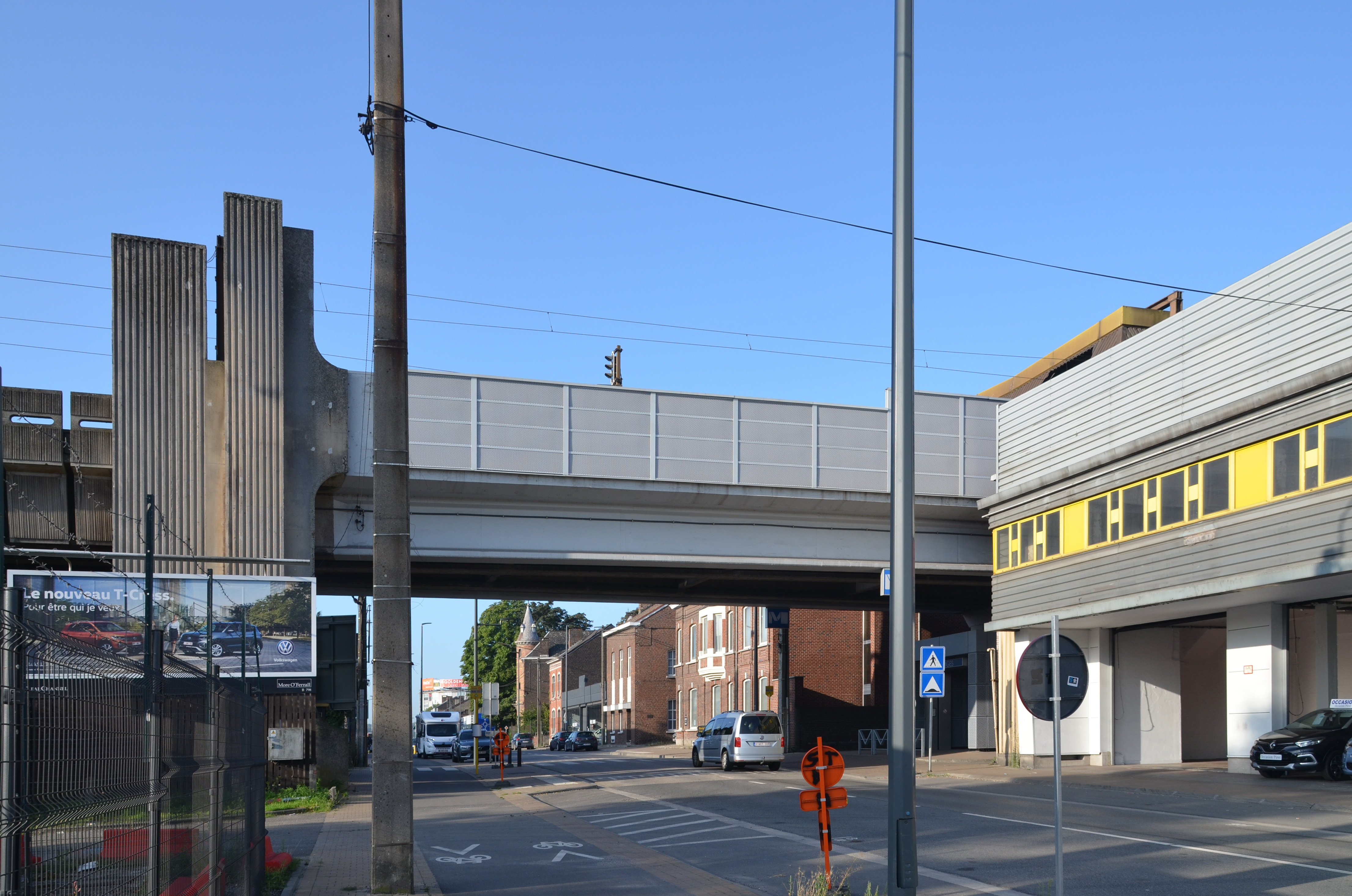
Station Dampremy Piges sur la section du prémétro.
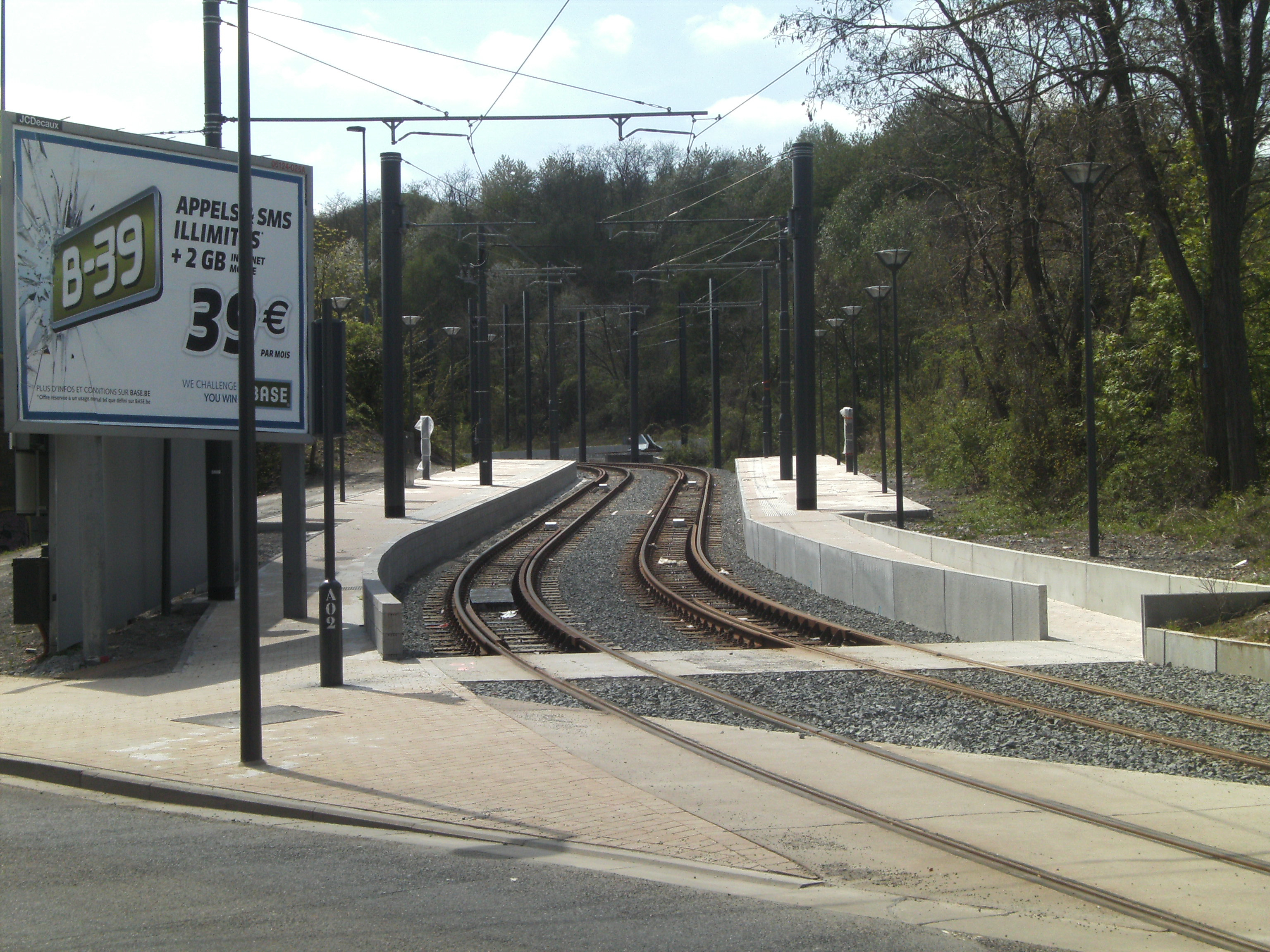
Station Dampremy Sacré-Madame, dernière station de la section en prémétro avant la chaussée de Bruxelles.
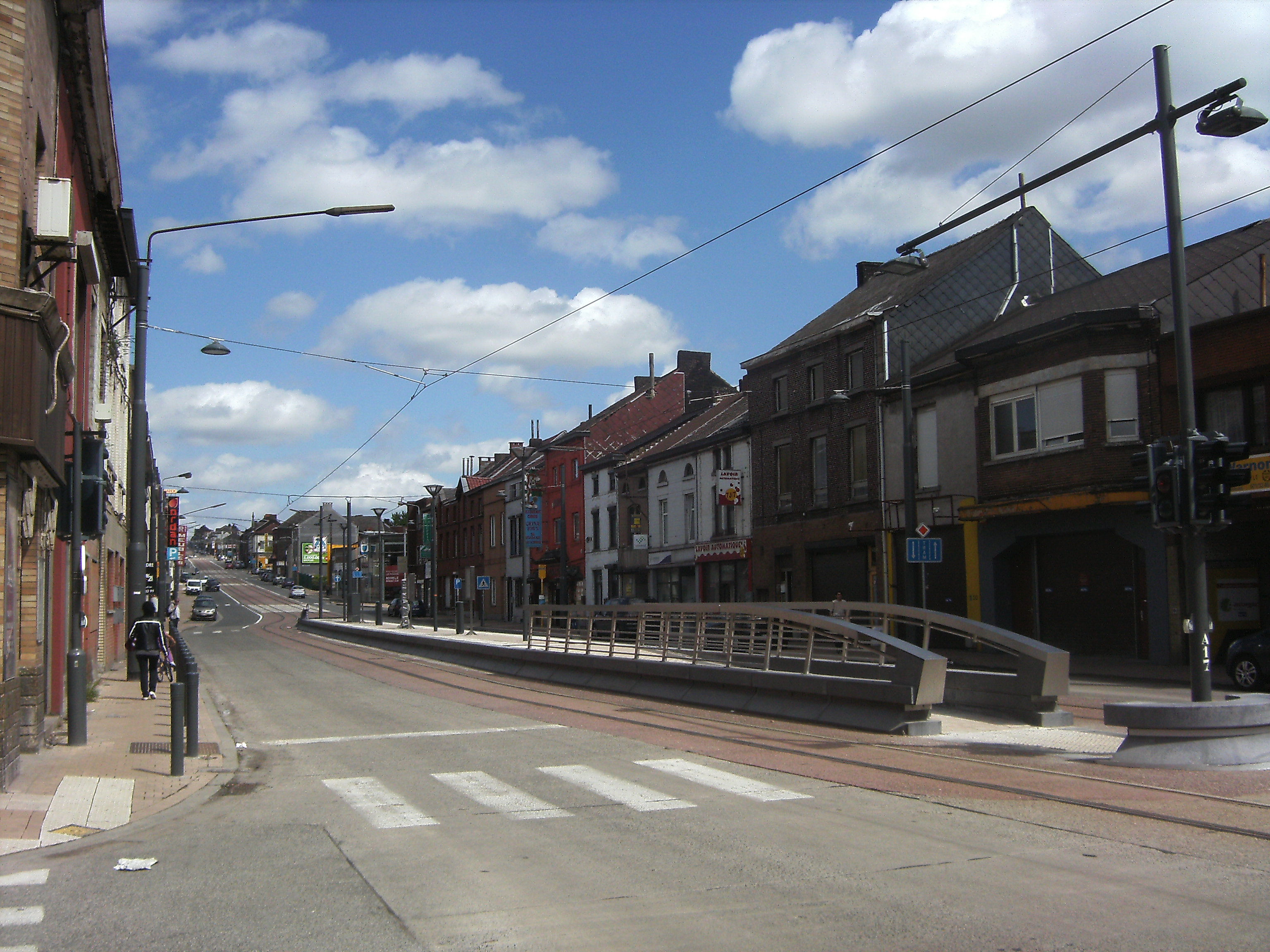
Dampremy La Planche, exemple d'une station en chaussée avec quai central.
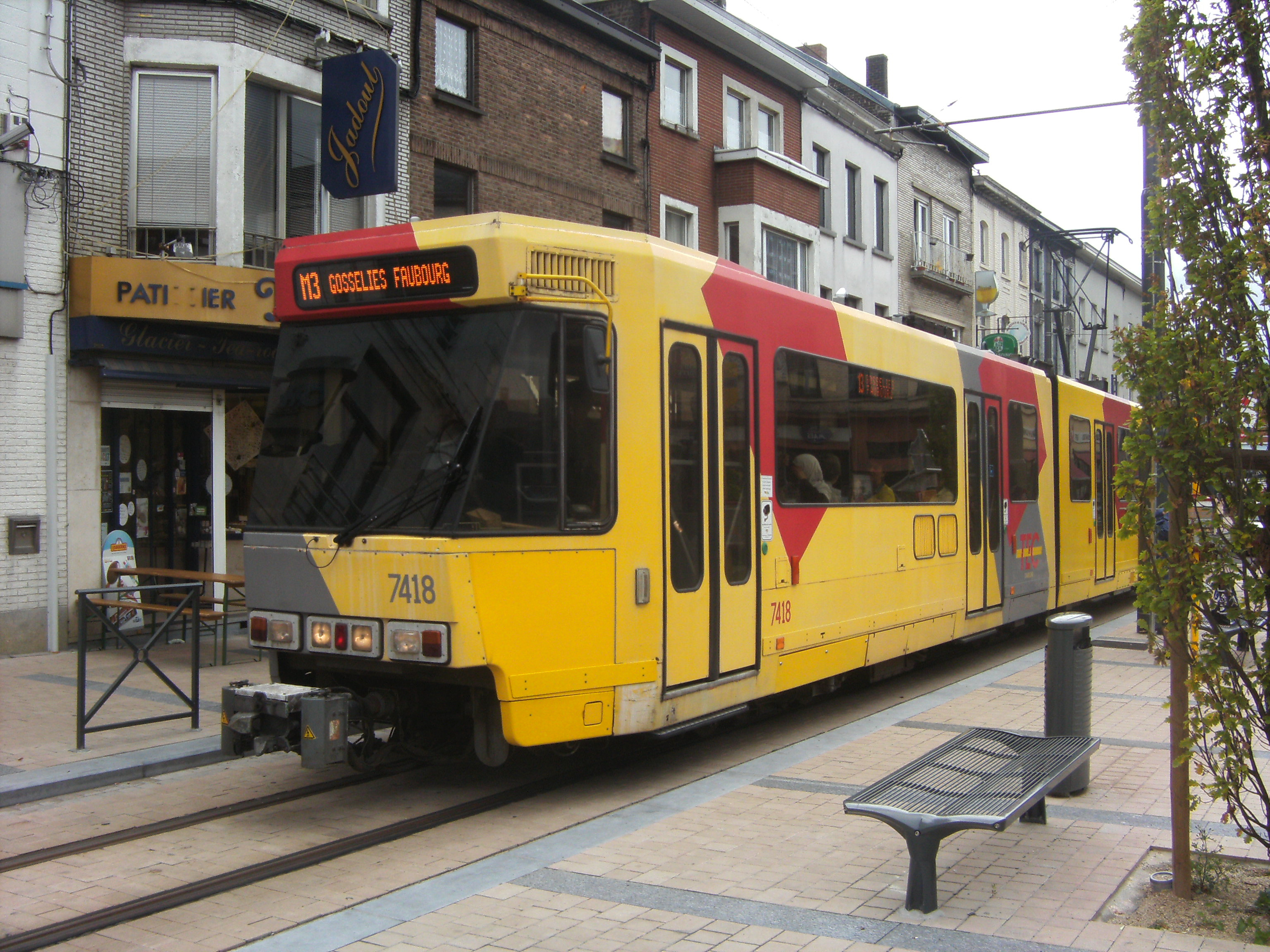
Arrêt Gosselies Calvaire, exemple d'un arrêt simple en chaussée.

| Types d'arrêts utilisés         | Types d'arrêts utilisés                                          |
| Arrêt                           | Type d'arrêt                                                     |
| ------------------------------- | ---------------------------------------------------------------- |
| Charleroi Gare Centrale         | métro                                                            |
| Charleroi Villette              | métro                                                            |
| Charleroi Ouest                 | métro                                                            |
| Charleroi Palais                | métro                                                            |
| Charleroi Waterloo              | métro                                                            |
| Charleroi Janson                | métro                                                            |
| Charleroi Parc                  | métro                                                            |
| Charleroi Tirou                 | en chaussée avec quai(s)                                         |
| Charleroi Sambre                | arrêt simple                                                     |
| Dampremy Piges                  | métro                                                            |
| Dampremy Sacré-Madame           | métro                                                            |
| Dampremy La Planche             | en chaussée avec quai(s)                                         |
| Lodelinsart Deschassis          | en chaussée avec quai(s)                                         |
| Lodelinsart Marie Curie         | en chaussée avec quai(s)                                         |
| Lodelinsart Saint-Antoine       | arrêt simple                                                     |
| Jumet Puissant                  | en chaussée avec quai(s)                                         |
| Jumet Chaussée de Gilly         | arrêt simple vers Gosselies en chaussée avec quai vers Charleroi |
| Jumet Rue Bertaux               | en chaussée avec quai vers Gosselies arrêt simple vers Charleroi |
| Jumet Madeleine                 | en chaussée avec quai(s)                                         |
| Jumet Carrosse                  | arrêt simple vers Gosselies siège spécial et quai vers Charleroi |
| Gosselies Léopold               | arrêt simple                                                     |
| Gosselies Calvaire              | arrêt simple                                                     |
| Gosselies Bruyerre              | en chaussée avec quai(s)                                         |
| Gosselies Faubourg de Bruxelles | en chaussée avec quai(s)                                         |
| Gosselies Rue du Chemin de Fer  | arrêt simple                                                     |
| Gosselies Emailleries           | arrêt simple                                                     |
| Gosselies City Nord             | arrêt simple                                                     |
| Gosselies Chaussée de Fleurus   | arrêt simple                                                     |

| Arrêts et correspondances de la ligne | Arrêts et correspondances de la ligne | Arrêts et correspondances de la ligne | Arrêts et correspondances de la ligne | Arrêts et correspondances de la ligne | Arrêts et correspondances de la ligne | Arrêts et correspondances de la ligne | Arrêts et correspondances de la ligne | Arrêts et correspondances de la ligne | Arrêts et correspondances de la ligne                     |
|                                       |                                       |                                       |                                       |                                       | Stations                              | Lat/Long                              | Type                                  | Communes desservies                   | Correspondances                                           |
| ------------------------------------- | ------------------------------------- | ------------------------------------- | ------------------------------------- | ------------------------------------- | ------------------------------------- | ------------------------------------- | ------------------------------------- | ------------------------------------- | --------------------------------------------------------- |
|                                       |                                       | o                                     |                                       |                                       | Faubourg de Bruxelles                 | 50° 28′ 36″ N, 4° 26′ 24″ E           | Tramway                               | Gosselies (Charleroi)                 | 60, 365a                                                  |
|                                       |                                       |                                       |                                       |                                       |                                       |                                       |                                       |                                       |                                                           |
| ↑                                     |                                       |                                       | o                                     |                                       | Rue du Chemin de Fer                  | 50° 28′ 22″ N, 4° 26′ 20″ E           | Tramway                               | Gosselies (Charleroi)                 |                                                           |
|                                       | o                                     |                                       |                                       | ↓                                     | Bruyère                               | 50° 28′ 25″ N, 4° 26′ 09″ E           | Tramway                               | Gosselies (Charleroi)                 |                                                           |
| ↑                                     |                                       |                                       | o                                     |                                       | Émailleries                           | 50° 28′ 15″ N, 4° 26′ 19″ E           | Tramway                               | Gosselies (Charleroi)                 |                                                           |
|                                       | o                                     |                                       |                                       | ↓                                     | Calvaire                              | 50° 28′ 08″ N, 4° 25′ 56″ E           | Tramway                               | Gosselies (Charleroi)                 | 28, 41, 50, 60, 61, 63, 64, 65, 86, 163, 365a             |
| ↑                                     |                                       |                                       | o                                     |                                       | City Nord                             | 50° 28′ 06″ N, 4° 26′ 18″ E           | Tramway                               | Gosselies (Charleroi)                 | 28, 50                                                    |
|                                       | o                                     |                                       |                                       | ↓                                     | Léopold                               | 50° 27′ 54″ N, 4° 25′ 54″ E           | Tramway                               | Gosselies (Charleroi)                 | 41, 60, 61, 63, 64, 65, 86, 163, 365a                     |
| ↑                                     |                                       |                                       | o                                     |                                       | Chaussée de Fleurus                   | 50° 27′ 50″ N, 4° 26′ 12″ E           | Tramway                               | Gosselies (Charleroi)                 | 28, 50                                                    |
|                                       |                                       | o                                     |                                       |                                       | Carrosse                              | 50° 27′ 34″ N, 4° 25′ 50″ E           | Tramway                               | Gosselies (Charleroi)                 | 41, 60, 61, 63, 64, 65, 86, 163, 365a                     |
|                                       |                                       | o                                     |                                       |                                       | Madeleine                             | 50° 27′ 08″ N, 4° 25′ 59″ E           | Tramway                               | Jumet (Charleroi)                     | 11, 28, 41, 50, 60, 61, 62, 63, 64, 65, 67, 68, 163, 365a |
|                                       |                                       | o                                     |                                       |                                       | Berteaux                              | 50° 26′ 48″ N, 4° 26′ 08″ E           | Tramway                               | Jumet (Charleroi)                     | 67                                                        |
|                                       |                                       | o                                     |                                       |                                       | Chaussée de Gilly                     | 50° 26′ 36″ N, 4° 26′ 13″ E           | Tramway                               | Jumet (Charleroi)                     | 67                                                        |
|                                       |                                       | o                                     |                                       |                                       | Puissant                              | 50° 26′ 24″ N, 4° 26′ 18″ E           | Tramway                               | Jumet (Charleroi)                     | 172                                                       |
|                                       |                                       | o                                     |                                       |                                       | Saint-Antoine                         | 50° 26′ 11″ N, 4° 26′ 23″ E           | Tramway                               | Jumet (Charleroi)                     | 172                                                       |
|                                       |                                       | o                                     |                                       |                                       | Marie Curie                           | 50° 25′ 51″ N, 4° 26′ 26″ E           | Tramway                               | Lodelinsart (Charleroi)               | 50, 172                                                   |
|                                       |                                       | o                                     |                                       |                                       | Dechassis                             | 50° 25′ 38″ N, 4° 26′ 26″ E           | Tramway                               | Lodelinsart (Charleroi)               |                                                           |
|                                       |                                       | o                                     |                                       |                                       | La Planche                            | 50° 25′ 20″ N, 4° 26′ 25″ E           | Tramway                               | Dampremy (Charleroi)                  |                                                           |
|                                       |                                       | o                                     |                                       |                                       | Sacré Madame                          | 50° 25′ 05″ N, 4° 26′ 19″ E           | Tramway                               | Dampremy (Charleroi)                  |                                                           |
|                                       |                                       | o                                     |                                       |                                       | Piges                                 | 50° 24′ 56″ N, 4° 26′ 14″ E           | Métro léger                           | Charleroi-ville (Charleroi)           |                                                           |
|                                       |                                       | o                                     |                                       |                                       | Palais                                | 50° 24′ 53″ N, 4° 26′ 34″ E           | Métro léger                           | Charleroi-ville (Charleroi)           |                                                           |
| ↑                                     |                                       |                                       | o                                     |                                       | Waterloo                              | 50° 25′ 03″ N, 4° 27′ 00″ E           | Métro léger                           | Charleroi-ville (Charleroi)           |                                                           |
|                                       | o                                     |                                       |                                       | ↓                                     | Ouest                                 | 50° 24′ 40″ N, 4° 26′ 14″ E           | Métro léger                           | Charleroi-ville (Charleroi)           | SNCB                                                      |
| ↑                                     |                                       |                                       | o                                     |                                       | Janson                                | 50° 24′ 45″ N, 4° 27′ 07″ E           | Métro léger                           | Charleroi-ville (Charleroi)           |                                                           |
|                                       | o                                     |                                       |                                       | ↓                                     | Villette                              | 50° 24′ 23″ N, 4° 26′ 06″ E           | Métro léger                           | Charleroi-ville (Charleroi)           |                                                           |
| ↑                                     |                                       |                                       | o                                     |                                       | Parc                                  | 50° 24′ 33″ N, 4° 26′ 54″ E           | Métro léger                           | Charleroi-ville (Charleroi)           |                                                           |
|                                       | o                                     |                                       |                                       | ↓                                     | Gare Centrale                         | 50° 24′ 19″ N, 4° 26′ 15″ E           | Métro léger                           | Charleroi-ville (Charleroi)           | SNCB                                                      |
| ↑                                     |                                       |                                       | o                                     |                                       | Tirou                                 | 50° 24′ 22″ N, 4° 26′ 44″ E           | Tramway                               | Charleroi-ville (Charleroi)           |                                                           |
|                                       |                                       | o                                     |                                       |                                       | Sambre                                | 50° 24′ 19″ N, 4° 26′ 32″ E           | Tramway                               | Charleroi-ville (Charleroi)           |                                                           |

### Conduite et signalisation
2 types de conduite et 3 types de signalisation lumineuse sont utilisés sur la ligne.
Les sections du prémétro en site propre intégral sont soumises à une conduite avec cantonnement et dispositif d'arrêt automatique des trains (DAAT) pour le contrôle de franchissement des signaux et le respect des vitesses autorisées. Ces sections sont situées entre la station Dampremy Sacré-Madame et la boucle à Charleroi ainsi qu'entre le quai de la Sambre avant l'arrivée à la gare et la sortie du tunnel située avant la station Tirou pour la section sur la boucle. La section entre la sortie du tunnel et l'arrivée à la gare du sud est soumise à la conduite à vue. Les limites de ces sections soumises au cantonnement sont indiquées par une signalisation fixe.

Signalisation fixe et lumineuse du prémétro
Panneau indiquant l'entrée sur une section soumise au cantonnement.
Panneau indiquant la sortie d'une section soumise au cantonnement.
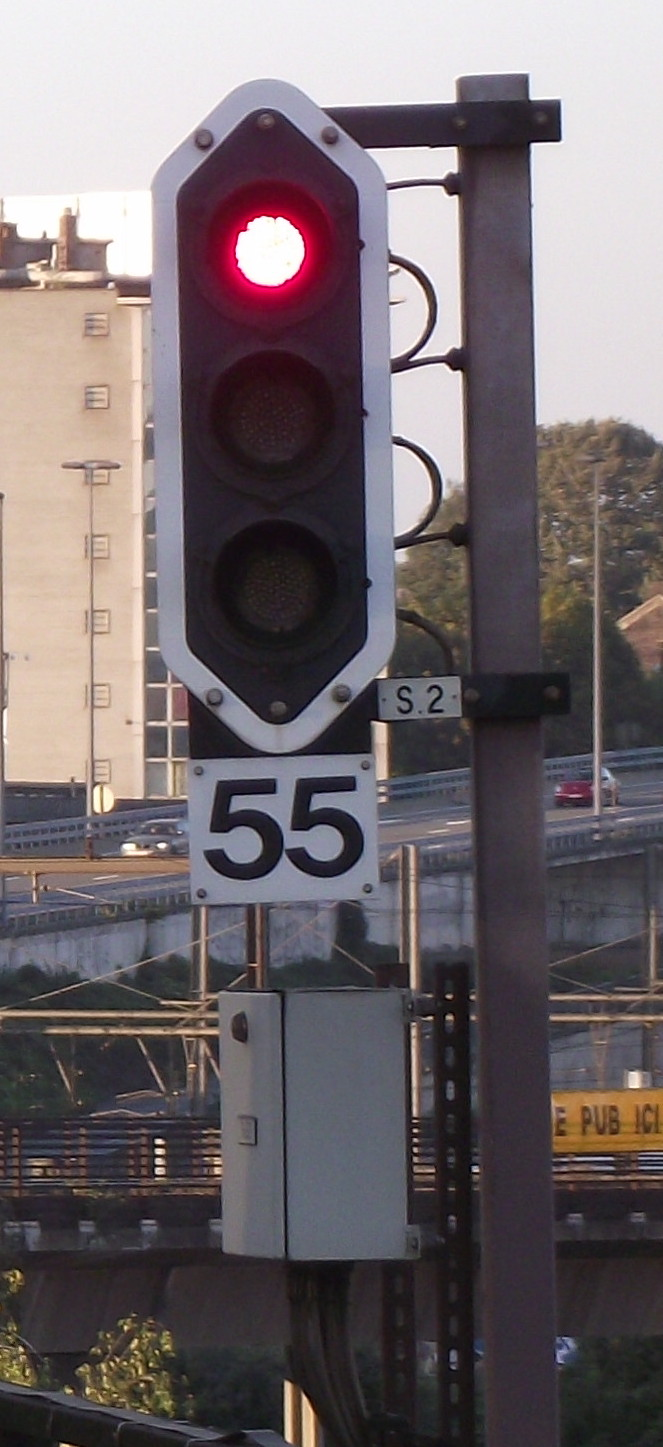
Signalisation lumineuse et panneau d'indication de vitesse utilisés sur les sections du métro léger.

Sur les sections en site propre en chaussée ou en site banal, les tramways circulent en conduite à vue en respectant les feux de signalisation routière ou la signalisation lumineuse tramway. Cette signalisation spécifique est mise en place principalement pour les sections en site propre en chaussée pour complémenter la signalisation routière et pour donner la priorité aux carrefours au tramway. Ce mode de conduite concerne l'ensemble de la ligne entre la station Dampremy Sacré Madame et le terminus de Gosselies ainsi que la section entre la sortie du tunnel située avant la station Tirou et le quai de la Sambre avant l'arrivée à la gare.

Signalisation lumineuse tramway
Horizontal - arrêt.
Horizontal avec détection pour la priorité au carrefour indiquant le passage imminent au vertical.
Vertical - passage autorisé.
Idem mais avec le signal de priorité au carrefour éteint.
Cercle et Vertical - passage au rouge imminent.

Une dernière signalisation lumineuse d'occupation composée d'un feu rouge et vert est utilisée sur les 2 sites en siège spécial à Gosselies.

## Matériel roulant
La ligne 3 est comme les autres lignes du métro léger de Charleroi exploitée avec des motrices articulées BN LRV série 7400 (ancienne série 6100 de la SNCV), mises en service dans les années 1980 par la SNCV et rénovées par le TEC Charleroi.
Le remisage des motrices est effectué au dépôt de Jumet.

## Exploitation

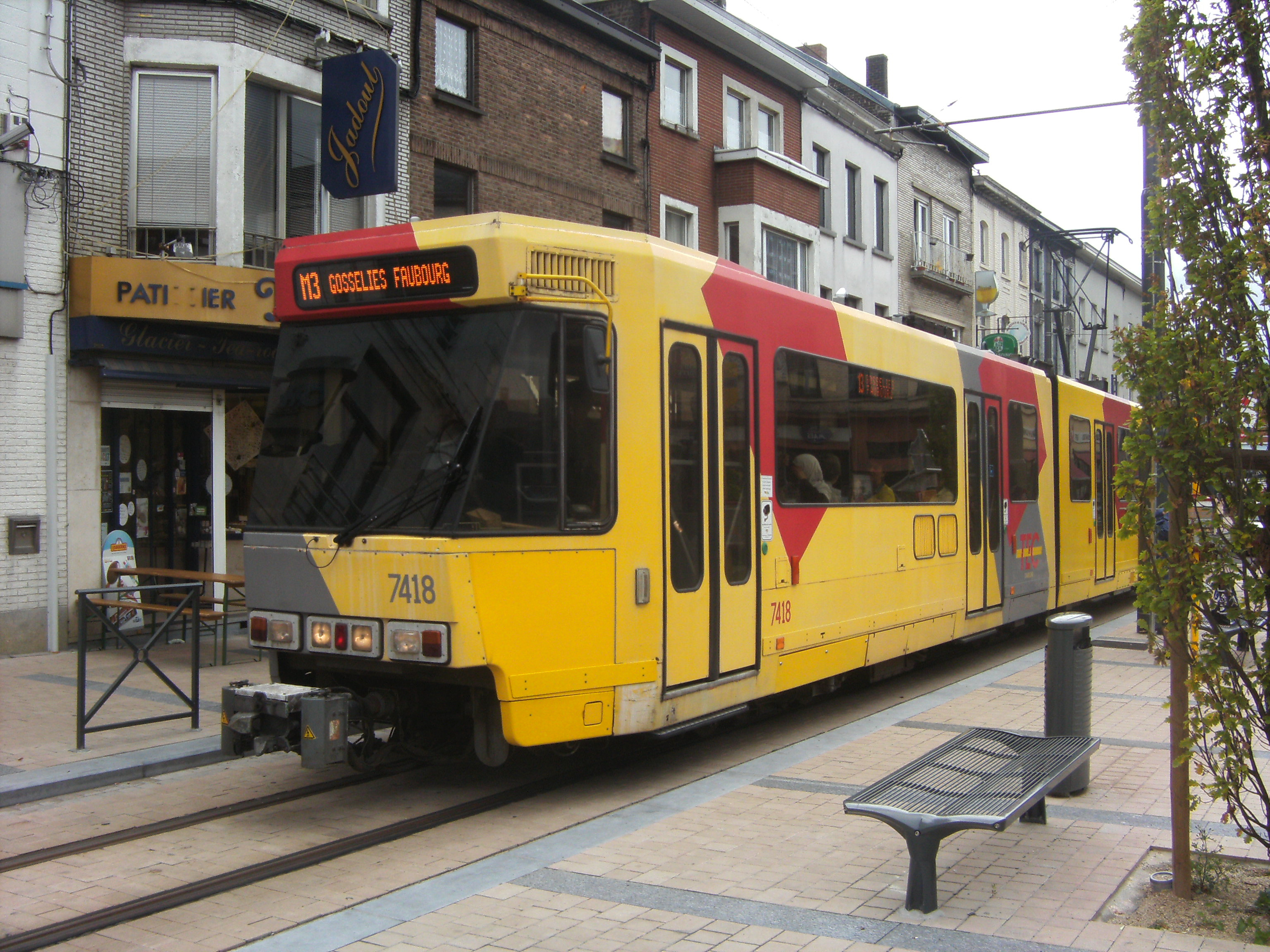
Traversée de Gosselies.

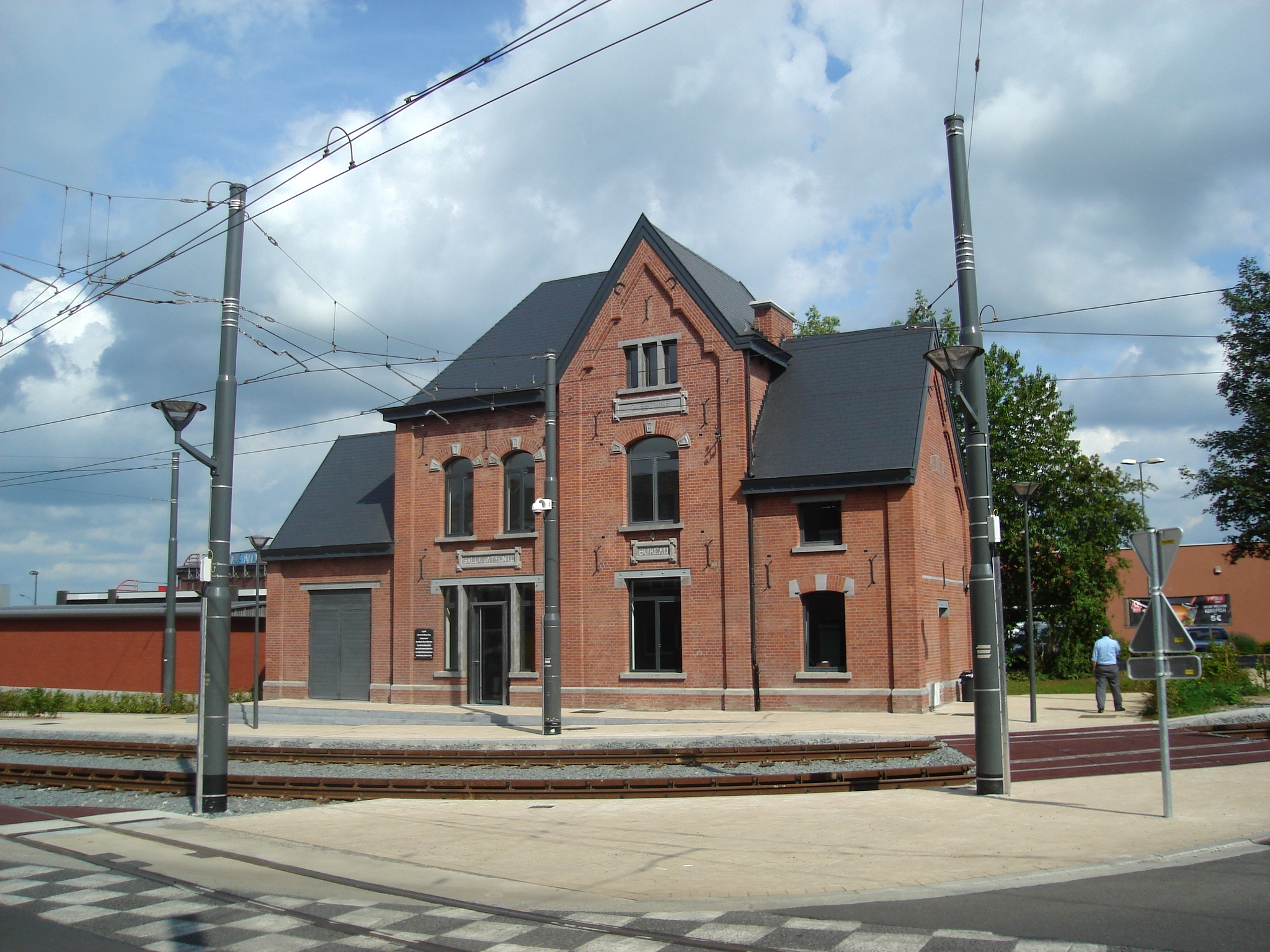
Arrêt Faubourg de Bruxelles à Gosselies, terminus de la ligne. C'est l'ancien bâtiment SNCV, rénové pour accueillir différents services du TEC Charleroi ainsi que les guichets et distributeurs de titres de transport.

Sur la section Faubourg de Bruxelles Sacré Madame, les trams circulent sur un site spécial ou en voirie. De même entre Tirou et Gare Centrale. Sur le reste de la ligne, la circulation se fait soit sur site propre soit en tunnel
Officiellement, la station Faubourg de Bruxelles constitue le seul terminus de la ligne ; il n'y a pas de terminus sur la boucle centrale. Cependant, les panneaux des véhicules et dans les stations mentionnent la station Gare Centrale en tant que pseudo-terminus, et ce pour plus de clarté.
| Période                                                       | Premier départ depuis Faubourg de Bruxelles | Premier départ depuis Gare Centrale | Dernier départ depuis Gare Centrale | Dernière arrivée à Faubourg de Bruxelles | Fréquences |
| ------------------------------------------------------------- | ------------------------------------------- | ----------------------------------- | ----------------------------------- | ---------------------------------------- | ---------- |
| Du lundi au vendredi en période scolaire                      | 05:06                                       | 05:01                               | 20:01                               | 20:32                                    | 10 minutes |
| Du lundi au vendredi pendant les congés et vacances scolaires | 05:06                                       | 05:41                               | 19:56                               | 20:27                                    | 15 minutes |
| Samedi                                                        | 05:06                                       | 05:41                               | 19:56                               | 20:27                                    | 15 minutes |
| Dimanche et jours fériés                                      | 05:10                                       | 05:41                               | 20:01                               | 20:29                                    | 20 minutes |

## Tarification

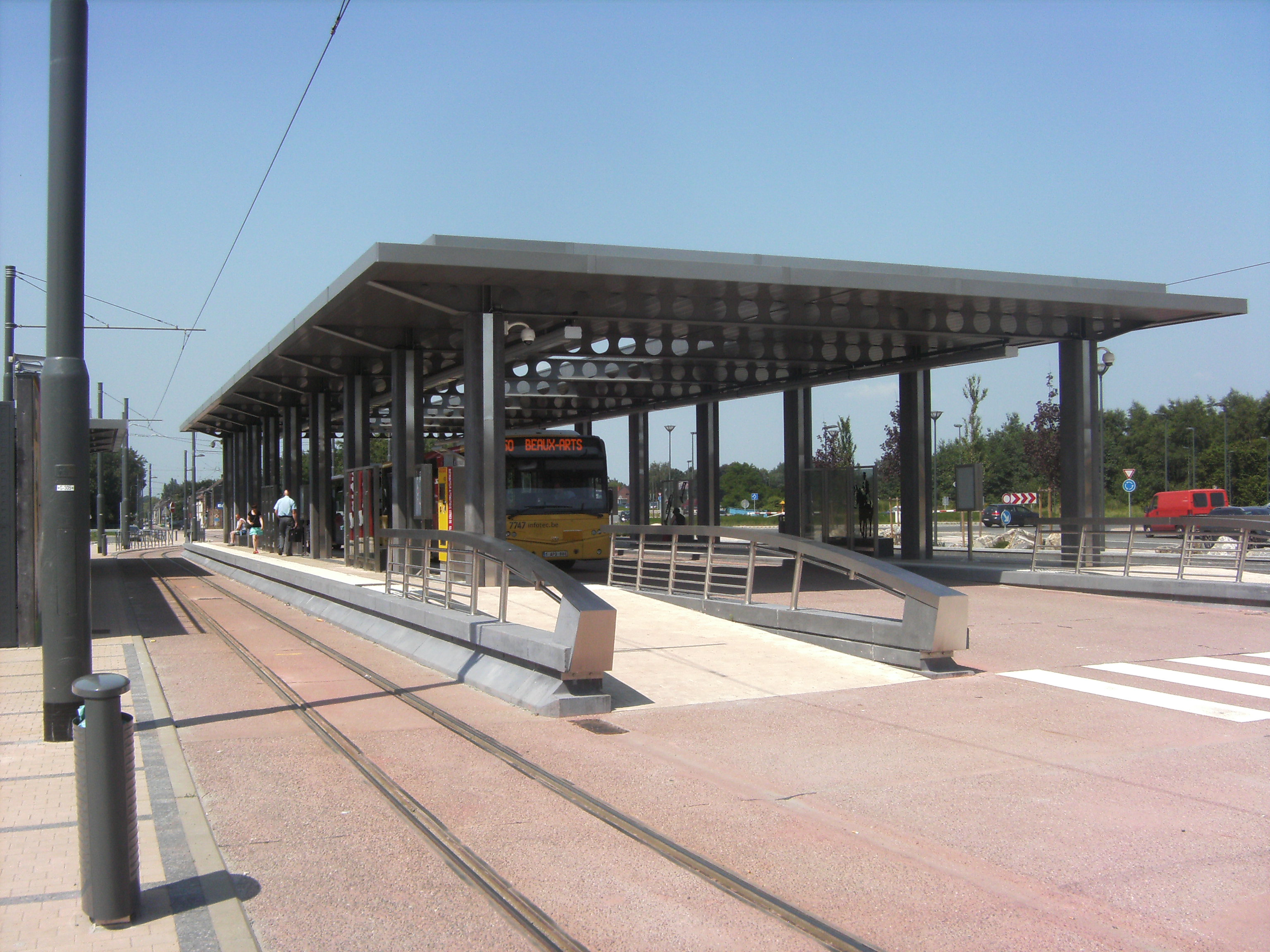
Arrêt Madeleine à Jumet. Arrêt avec quais d'embarquement surélévés. Les métros à l'extérieur, les bus à l'intérieur.

Depuis février 2013, un trajet sur le métro de Charleroi coûte 1,90 € (2 zones, maximum 60 minutes) ou 3,00 € (tout le réseau, maximum 90 minutes).